# Palaeomolis fumosa
Palaeomolis fumosa är en fjärilsart som beskrevs av Friedrich Wilhelm Niepelt 1911. Palaeomolis fumosa ingår i släktet Palaeomolis och familjen björnspinnare. Inga underarter finns listade i Catalogue of Life.